# La història de Buddy Holly
La història de Buddy Holly (títol original: The Buddy Holly Story) és una pel·lícula estatunidenca dirigida per Steve Rash, estrenada el 1978. Ha estat doblada al català.

## Argument
Història de Buddy Holly, des de la seva infantesa a Lubbock, Texas, passant per la seva carrera de productor de música a Nashville fins a arribar a ser reconegut pel seu gran èxit.

## Repartiment
- Gary Busey: Buddy Holly
- Don Stroud: Jesse Charles
- Charles Martin Smith: Ray Bob Simmons
- Conrad Janis: Ross Turner
- William Jordan: Riley Randolph
- Maria Richwine: Maria Elena Holly
- Amy Johnston: Cindy Lou
- Dick O'Neill: Sol Gittler
- Fred Travalena: Madman Mancuso
- Gailard Sartain: The Big Bopper
- Freeman King: Apollo M.C
- Joe Renzetti: Violinista
- Buddy Milles: Músic

## Premis i nominacions[calcitació]

### Premis
- 1979: Oscar a la millor banda sonora per Joe Renzetti
- 1979: BAFTA a la millor nova promesa per Gary Busey

### Nominacions
- 1979: Oscar al millor actor per Gary Busey
- 1979: Oscar al millor so per Tex Rudloff, Joel Fein, Curly Thirlwell i Willie D. Burton
- 1979: Globus d'Or al millor actor musical o còmic per Gary Busey